# Spyro the Dragon
Spyro the Dragon és un videojoc de plataformes desenvolupat per Insomniac Games per a la PlayStation. El protagonista és un jove drac lila anomenat Spyro, i el joc és considerat com un dels millors jocs de plataformes per la PlayStation.
El joc va ser llançat per Sony Computer Entertainment com a part d'un esforç general per arribar a un grup demogràfic més jove i competir amb la plataforma infantil més popular, la Nintendo 64. Encara que les vendes van ser inicialment lentes, va trobar més èxit després de l'arribada de la temporada de vacances de 1998, i va vendre gairebé 10 milions de còpies a tot el món. Els crítics van elogiar els gràfics i la jugabilitat del videojoc, mentre que alguns van notar el baix nivell de dificultat. El joc va establir a Spyro com una coneguda mascota de plataformes a PlayStation juntament amb Crash Bandicoot, i 2 seqüeles, titulades Spyro 2: Ripto's Rage i Spyro: Year of the Dragon, es van llançar més tard per a PlayStation en 1999 i 2000, respectivament. Encara que Insomniac va renunciar als drets de desenvolupament de la sèrie Spyro després del tercer joc, l'èxit dels títols de PlayStation es va prestar a una sèrie contínua de jocs en diverses plataformes. El joc, juntament amb els seus 2 successors, es va remasteritzar més tard com a part de Spyro Reignited Trilogy el 2018.

## Dinàmica de joc

Partida en una PlayStation de Sony que mostra Spyro i el seu company Sparx al primer nivell d'enemic final "Toasty".

Cada món a Spyro the Dragon està subdividit en diversos regnes, amb un nivell central que serveix com a base i portals que menen a altres nivells del món. El jugador pot explorar lliurement cada nivell, derrotant enemics, alliberant els dracs empresonats del regne i recuperant el tresor dels dracs. Quan el jugador acaba un nivell, un portal de "retorn a casa" situat a algun lloc del nivell serveix perquè el jugador pugui tornar a la base. Un cop ha alliberat prou dracs o recuperat prou tresors, el jugador pot viatjar al següent món parlant amb un pilot de globus que es troba a algun lloc de la base.

### Spyro
Les dues habilitats principals de Spyro són llençar foc per la boca i planar grans distàncies amb les seves ales; també és capaç d'envestir els enemics amb les banyes del cap
Cada nivell està dissenyat per fer necessària l'habilitat de planar de Spyro, amb grans forats que no es poden passar amb un simple salt, així com terrenys més elevats des dels quals Spyro pot saltar i planar fins a un lloc segur. En alguns nivells també hi ha remolins que eleven Spyro fins a una certa altitud i li permeten planar molt més lluny.
A més, alguns nivells més avançats també incorporen trams de pujols marcats amb fletxes lluents, coneguts com a "rampes de supercàrrega". Quan el jugador corre per una rampa de supercàrrega, la velocitat d'envestida de Spyro augmenta significativament, cosa que pot ser útil per derrotar enemics poderosos o rebentar certs murs. En alguns casos, la rampa de supercàrrega es troba en un pendent ascendent, cosa que permet a Spyro fer salts d'alta velocitat i creuar forats massa grans fins i tot per a passar-los planant.
Spyro, tanmateix, no és capaç de nedar; si el jugador cau a l'aigua, Spyro s'enfonsa ràpidament. Encara que normalment Spyro és capaç de saltar fora de l'aigua i tornar a terra ferma, caure dins l'aigua el debilita com si un enemic l'hagués ferit i, si ja està dèbil quan cau a l'aigua, s'ofega ràpidament.

### Sparx
Durant el joc, Spyro és acompanyat per un petit espiadimonis anomenat Sparx. A més d'ajudar Spyro a recollir tresors des de lluny, Spyro també és un indicador de salut vivent: quan Spyro rep un atac, Sparx canvia de color per reflectir l'estat debilitat de Spyro. Si Spyro rep molts atacs, Sparx desapareix completament, i Spyro perdrà una vida si se'l torna a ferir. Spyro pot recuperar salut trobant i matant certes petites criatures que es troben als nivells. Quan es mata una d'aquestes criatures, apareix una papallona que serveix d'aliment a Sparx. Si Sparx ha desaparegut anteriorment, apareixerà ell en lloc de la papallona.

### Enemics
La majoria d'enemics de Spyro són Gnorcs. Tot i que Spyro pot derrotar la majoria d'enemics amb un únic atac, n'hi ha que són invulnerables a certes formes d'atac; com ho expliquen alguns dracs en ser alliberats, molts enemics porten escuts metàl·lics o cota de malla que els fa invulnerables al foc que Spyro llença per la boca (però se'ls pot derrotar fàcilment amb una envestida), mentre que els enemics de grans dimensions no són afectats per les envestides de Spyro; tanmateix, són vulnerables a l'atac de foc. En rares ocasions, un enemic pot ser gran i estar protegit del foc alhora, fent-lo invulnerable a tots els atacs de Spyrp - però generalment hi ha algun altre mètode de derrotar l'enemic.
Cada món és dirigit per un cabdill enemic, que controla els Gnorcs d'una zona. Tot i que el portal que mena al nivell del cabdill es troba a prop del pilot de globus, el jugador no sempre està obligar a derrotar el cabdill per progressar al pròxim món. És el pilot de globus el que marca les condicions per progressar, com ara alliberar prou dracs, recuperar prou tresors... I si les compleix, el jugador no estarà forçat a derrotar el cabdill.

### Objectes
A més dels Gnorcs, cada nivell inclou una gran varietat d'objectes per recollir, cadascun dels quals es troba en una de les següents categories:
- Estàtues de dracs: Escampades per tots els nivells, hi ha dracs congelats en cristall. Alliberar-los és l'objectiu principal del joc. Una vegada alliberat de la seva presó de cristall, el drac ofereix consells a Spyro; més endavant, el pedestal de l'estàtua serveix com a punt per salvar la partida o com a punt per recomençar-la si Spyro perd una vida. Alliberar prou dracs és una condició per entrar als nivells dels Conservadors de la Pau i dels Teixidors de Somnis. En total, hi ha 80 estàtues de dracs.

- Gemmes: El tresor dels dracs, que Gnasty robà i després utilitzà per crear tropes un cop hagué empresonat els dracs en cristalls. Hi ha gemmes de diferents tipus i colors, i se les pot trobar a terra, amagades en cofres o gerros del tresor, o derrotant els Gnorcs. Hi ha una quantitat determinada de gemmes a cada nivell, i cada gemma recollida compta pel percentatge del joc completat. Recollir prou gemmes és una condició per entrar al regne dels Creadors de Màgia i al regne final, el món de Gnasty.

- Orbs i vides extres: En lloc de deixar caure gemmes normals, els Gnorcs poden perdre orbs argentats un cop se'ls ha derrotat. Aconseguir vint d'aquests orbs proporciona una vida afegida a Spyro. A més, Spyro també pot trobar vides extres en forma d'una estàtua de drac argentada en miniatura, normalment amagada dins cofres de color blau.

- Criatures i papallones: En diversos llocs a cada nivell hi ha petites criatures - com ara granotes o xais - que es dispersen quan Spyro s'hi acosta; aquestes criatures serveixen perquè Spyro recuperi salut. Matar una d'aquestes criatures allibera una papallona que serveix d'aliment per a Sparx.

- Ous de drac: A més de gemmes, els lladres blaus robaren uns quants dels ous del regne. Els lladres es troben en diversos regnes, cadascun amb un ou, i se'ls pot sentir burlant-se de Spyro des de lluny. Recuperar prou ous és una condició per accedir al regne dels Creadors de Bèsties, però primer s'ha d'atrapar els lladres.

## Trama

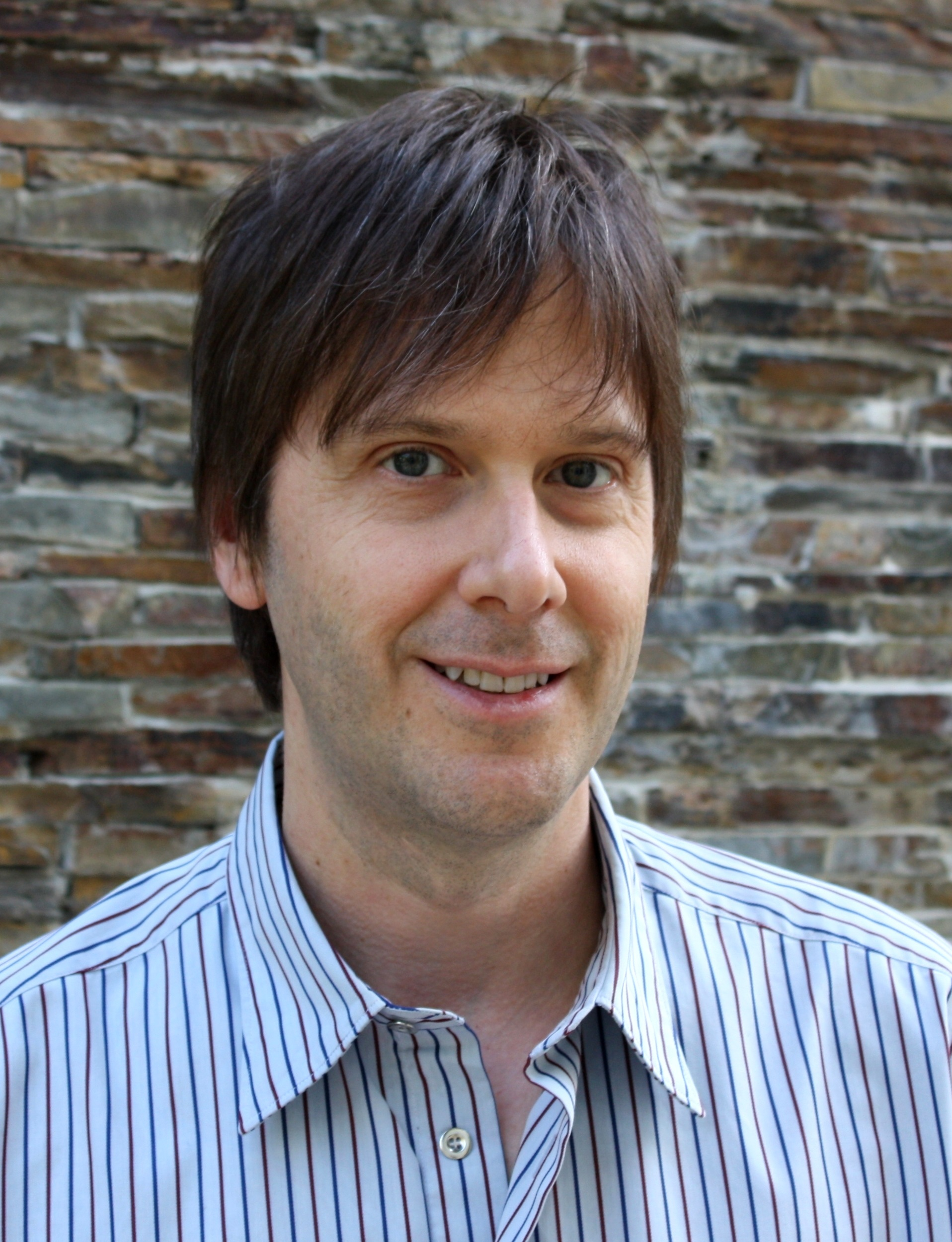
Mark Cerny (aquí el 2010), president de l'empresa Universal Interactive Studios i productor executiu de Spyro the Dragon.

En una terra coneguda com a Dragon Realms, els dracs adults es preparen per fer un documental sobre llur regne. Mentrestant, l'antagonista, Gnasty Gnorc, que havia estat desterrat dels regnes, s'enfada a causa dels comentaris que els dracs fan sobre ell. Enfurismat, Gnasty Gnorc bombardeja els Regnes dels Dracs amb un encanteri màgic, congelant els dracs en estàtues de cristall, i envia un exèrcit de Gnorcs per robar el tresor dels dracs.
Tanmateix, Gnasty no arribà a congelar el drac més jove del regne, Spyro (que durant el rodatge del documentari estava perseguint ovelles). Quan s'adona qui és el responsable d'aquest desastre, Spyro comença l'aventura per alliberar els dracs, recuperar llur tresor i eliminar Gnasty Gnorc.

## Desenvolupament
Spyro the Dragon va ser el segon joc desenvolupat per Insomniac Games, després del llançament del seu primer joc, Disruptor, el desembre de 1996. Encara que Disruptor va ser un fracàs comercial, la seva recepció crítica positiva va ser suficient per impressionar Universal Interactive Studios i fomentar l'equip per continuar amb el proper esforç. La idea d'un joc sobre un drac va ser presentada per l'artista d'Insomniac, Craig Stitt, que va suggerir el concepte pel seu propi interès a la criatura mítica. Inicialment, el to del joc era molt més fosc i més realista; Segons el director d'operacions d'Insomniac, John Fiorito, que es va unir a la companyia el 1997 durant el desenvolupament de Spyro, la inspiració es va prendre en part de la pel·lícula Dragonheart, i el joc va ser inicialment "realista i una mica fosc i cru" abans que finalment prengués una direcció més fantàstica i alegre. Mark Cerny, executiu d'Universal Interactive Studios i productor del joc, va aconsellar que l'equip creés un joc amb més atractiu per al mercat massiu, ja que la demografia de PlayStation disminuïa i la seva selecció de títols per a nens era molt inferior a la de Nintendo 64.
Segons el programador, Peter Hastings, el personatge del drac originalment s'anomenaria "Pete", però a causa de preocupacions de drets d'autor sobre similituds amb la pel·lícula de Disney, Pete's Dragon, el nom va ser descartat. Després de considerar el nom "Pyro", que finalment es va considerar "massa madur", finalment es van decidir per "Spyro". El diàleg en el joc va ser escrit per Peter Kleiner, i el personatge de Spyro va ser dissenyat per Charles Zembillas, qui prèviament havia realitzat treballs de disseny a Crash Bandicoot. Spyro originalment seria verd, però als desenvolupadors els preocupava que es barregés amb l'herba, per la qual cosa finalment el van canviar a porpra. Durant el desenvolupament de Spyro, Insomniac va tenir una relació molt estreta amb el creador de Crash Bandicoot i el seu company desenvolupador de PlayStation, Naughty Dog, que tenia la seva oficina ubicada directament davant de la seva. Els 2 desenvolupadors van treballar junts amb freqüència, jugant les primeres versions dels jocs de l'altre i després compartint la tecnologia del joc. Com a resultat, una demostració de Crash Bandicoot: Warped estava oculta en Spyro, i viceversa.
Spyro the Dragon era únic en comparació d'altres videojocs de plataformes 3D de l'època; La capacitat de planeig de Spyro permetia viatjar llargues distàncies a l'aire, cosa que significa que el jugador podia creuar gairebé un nivell complet si començava des d'un punt prou alt. Tot i que això va fer que els nivells de disseny fossin més difícils per a l'equip, també va significar que els nivells es poguessin fer més oberts i de naturalesa exploratòria. Per fer que els controls de Spyro se sentin fluids, Matt Whiting, un enginyer de la NASA especialitzat en controls de vol, va ser contractat per ajudar a programar el moviment de la càmera i els controls de moviment de Spyro. La càmera del joc va ser particularment desafiant; Inicialment, sempre seguia directament darrere de Spyro, però es va descobrir que els moviments d'alta velocitat resultants feien sentir a diversos jugadors. Això va ser més evident amb el salt bàsic de Spyro, que va provocar que la càmera s'inclinés ràpidament amunt i avall, en comparació amb Whiting amb el moviment d'un pot oscil·lant. Això finalment es va ajustar perquè la càmera es mantingués estable.
Spyro the Dragon va fer ús d'un motor panoràmic 3D, desenvolupat per Alex Hastings, que podia mostrar objectes llunyans utilitzant diferents nivells de detall, un mètode de renderitzat que era nou i inexplorat en aquell moment. Els desenvolupadors creien que el motor seria adequat per al joc, ja que podria permetre nivells més expansius que podrien aprofitar les habilitats del personatge, com ara el planeig. Aquest sistema dinàmic, fet servir per complementar els entorns grans i extensos, va generar 2 versions diferents d'un nivell; una versió renderitzada amb gran detall i l'altra un renderitzat més simple i sense textura. Els objectes a les proximitats del jugador es van dibuixar usant el renderitzat detallat, mentre que els distants es van dibuixar del render simple. Aquest sistema permet que els objectes es mostrin des de distàncies llunyanes mentre s'adhereix a les capacitats limitades de RAM de PlayStation; va ser un dels primers videojocs a fer ús del sistema. Spyro va ser codificat tenint en compte l'eficiència, ja que la tecnologia de renderitzat 3D era nova en aquell moment i el joc havia d'ajustar-se a les especificacions limitades de PlayStation. Al voltant del 80% del codi del joc va ser escrit usant llenguatge assemblador, mentre que altres parts van ser programades en C a causa de la seva simplicitat i velocitat.
La música del joc va ser composta i produïda per Stewart Copeland, ex baterista del grup britànic The Police. Copeland va rebre versions primerenques dels nivells del joc, que va jugar per tenir-ne una idea i crear una composició adequada. També se li van donar trucs del joc, com la invencibilitat, perquè pogués tenir més facilitat aclarint nivells. Copeland va escriure al voltant de 3 cançons per dia, totes les quals va desenvolupar i va polir l'endemà. Segons Copeland, cada cançó del joc es va escriure per correspondre a un nivell específic, però aquesta correlació finalment no es va fer servir. Copeland ha mirat enrere positivament en el seu treball a Spyro, comentant de la música del joc amb algunes de les seves millors composicions. Carlos Alazraqui va proporcionar la veu de Spyro en el joc, i Clancy Brown, Michael Gough, Jamie Alcroft i Michael Connor van fer veus addicionals. Alazraqui va explicar en un número d'Electronic Gaming Monthly que va intentar fer que la veu de Spyro sonés com "un nen al campament que a tots els agradi". Moltes de les peces del joc, la música o els motius dels mateixos, s'han obert camí en altres peces de Copeland, com ara el tema de The Amanda Show, mirar a dalt, i Hansa Louis.

## Llançament
Spyro the Dragon va ser presentat per primera vegada en la convenció E3 de 1998 a Atlanta, Geòrgia. Després va ser llançat a l'Amèrica del Nord el 10 de setembre de 1998 i a Europa a l'octubre del mateix any. Segons el vicepresident de màrqueting nord-americà de Sony Computer Entertainment, Andrew House, en una reunió de premsa a Las Vegas, el joc, juntament amb altres llançaments de PlayStation del quart trimestre com Crash Bandicoot: Warped, A Bug's Life i Rugrats: Search for Reptar, va ser part d'un esforç general per atraure un grup demogràfic més ampli d'audiències més joves i proporcionar més jocs adequats perquè els jugadors més joves competeixin amb la Nintendo 64, que tenia una biblioteca molt més gran de títols infantils en aquell moment en comparació de la demografia de PlayStation centrada en adults. Es va promoure una campanya publicitària per promocionar el joc, amb un personatge del joc, Toasty the Sheep, protestant contra les accions del personatge principal contra les ovelles. La campanya va incloure anuncis de televisió, amb un actor amb un vestit animatrònic de Toasty, i un lloc web promocional, sheepagainstspyro.com. El 16 d'agost de 1999, SCEA va anunciar que el joc s'inclouria com a part de la seva línia de llançaments pressupostats Greatest Hits juntament amb altres jocs com Crash Bandicoot: Warped, Gran Turismo, Cool Boarders 3 i Twisted Metal III, i juntament amb l'anunci d'una caiguda de preus perquè la consola PlayStation competís amb el llançament molt esperat de Sega Dreamcast. El 12 de desembre de 2012, el joc va ser rellançat digitalment a PlayStation Store juntament amb Spyro 2: Ripto's Rage! i Spyro: Year of the Dragon. Es va incloure una nova versió del joc, juntament amb les seves dues seqüeles, com a part de la compilació Spyro Reignited Trilogy per a PlayStation 4 i Xbox One al novembre de 2018, seguida per Nintendo Switch i Microsoft Windows al setembre de 2019.

### Vendes
Segons els desenvolupadors de Spyro, les vendes van ser inicialment lentes en el llançament del joc, però després van començar a recuperar-se a partir de la temporada de vacances. La setmana del 29 de novembre de 1998, va ser el tercer joc més venut al Regne Unit, darrere de Tomb Raider i FIFA 99. Al festival Milia de 1999 a Canes, es va emportar a casa un premi "Or" per ingressos superiors a 20.000.000 € a la Unió Europea durant l'any anterior. Spyro the Dragon va rebre un premi "Or" de Verband der Unterhaltungssoftware Deutschland (VUD) a finals d'agost de 1999, per vendes d'almenys 100.000 unitats a Alemanya, Àustria i Suïssa. Per al desembre de 1999, el joc havia venut 1.000.000 de còpies a l'Amèrica del Nord. A partir de 2007, el títol havia venut un total de gairebé 5.000.000 d'unitats.

## Rebuda
| Agregador    | Puntuació |
| ------------ | --------- |
| GameRankings | 85%       |

| Publicació                | Puntuació       |
| ------------------------- | --------------- |
| Computer and Video Games  | 4/5             |
| Edge                      | 7/10            |
| Electronic Gaming Monthly | 8.5 8.0 9.0 8.0 |
| GameSpot                  | 8.3/10          |
| IGN                       | 9/10            |
| Next Generation           | [ 30 ]          |
| PlayStation Power         | 82%             |

Spyro the Dragon actualment té una puntuació de 85% a GameRankings, basat en un total de 18 ressenyes. Craig Harris d'IGN el va aclamar com el joc de plataformes en 3D més divertit que havia jugat des de Crash Bandicoot, escrivint "Dues urpes cap amunt". Computer and Video Games va comentar del joc que "fàcilment el millor joc de plataformes en 3D a PlayStation", tot i assenyalar la seva naturalesa en gran manera favorable als nens. Com un dels 4 revisors d′Electronic Gaming Monthly, "Shawn" va escriure que "Spyro és per a PlayStation el que Banjo-Kazooie és per a Nintendo 64", i va afirmar que “combina els dos aspectes més importants en qualsevol bon joc: els gràfics i jugabilitat”. També escrivint per a EGM, el crític "Crispin" va proclamar que Spyro "puja el llistó" per als jocs de plataformes en 3D, i va escriure que havia reemplaçat a Gex 3D: Enter the Gecko com el seu "joc de mascotes PS" favorit. Joe Fielder, de GameSpot, va qualificar el joc com "un joc de plataformes competent i totalment en 3D" per a PlayStation, comparant-ho favorablement amb un dels jocs de plataformes més recents en el sistema, Blasto, i va proclamar que "supera el Blasto en tots els sentits imaginables". Tot i això, va escriure que el joc "només obté qualificacions molt, molt altes, en lloc de marques escandalosament altes", citant la seva falta d'alta dificultat com el factor principal que el va fer inferior a jocs com Super Mario 64 i Banjo-Kazooie. Edge el va nomenar el millor joc de plataformes en 3D per a PlayStation, però va criticar les habilitats limitades de Spyro i va dir que el joc no era tan variat com Super Mario 64.
Els crítics van elogiar la presentació del joc, específicament parlant d'elogis pels seus gràfics, el rendiment tècnic i la música de Copeland feta per al joc. El crític de GamePro "Slo Mo" va escriure que els gràfics i les animacions del joc li van donar a Spyro "l'aparença d'una pel·lícula animada" i va qualificar els entorns del joc com "impressionants". Harris va escriure que el joc "utilitza al màxim el maquinari de PlayStation" i va elogiar la qualitat de les animacions del joc; En particular, va elogiar les animacions parlants dels dracs rescatats, que segons ell van donar als personatges una "personalitat increïble". Fielder va elogiar el sistema dinàmic d'il·luminació del joc i els dissenys dels personatges, i va assenyalar "una falta gairebé completa de pop-up" durant el joc. "Sushi" d'EGM va dir que els gràfics estaven "entre els millors" a PlayStation. Fielder va parlar positivament del treball compositiu de Copeland, qualificant-lo de "meravellosament atmosfèric". Slo Mo va descriure la música com un "'swing enganxós i melodiós de jazz-rock" alhora que va elogiar el treball de la veu per la seva àmplia gamma de veus úniques.
Molts crítics van elogiar el disseny i els controls de nivell de Spyro, encara que alguns van notar la simplicitat del joc i el baix nivell de dificultat. Fielder va qualificar el disseny de nivell com a "excepcional", mentre que Crispin va elogiar els nivells per fomentar l'exploració entre els jugadors. Sushi va etiquetar als controls de reproducció de "perfectament ajustats", mentre que Fielder va escriure que funcionaven bé amb i sense el dispositiu analògic DualShock, encara que Shawn va expressar que els controls no eren adequats per maniobrar a "àrees d'alt risc". El sistema de càmera va rebre diverses reaccions, Crispin ho va elogiar com un dels millors en qualsevol joc de plataformes en 3D i Fielder va declarar que va solucionar els problemes comuns presents a la majoria dels altres jocs de plataformes en 3D, mentre Harris va criticar la seva falta de precisió en seguir el jugador, indicant que "tendeix a surar amb una corda fluixa", i va destacar el sistema de càmera com un dels únics defectes del joc. Fielder va escriure que una sobreabundància de vides addicionals va fer que el joc se sentís "com si estigués dirigit a un públic més jove o més ampli", mantenint el cap final i el nivell de bonificació com les úniques excepcions. Tot i elogiar Spyro, Sushi va notar la "falta de diversitat" del joc en obstacles i objectes que condueixen al "joc repetitiu". Crispin es lamentava que el trop comú de col·leccionar articles, encara que era molt divertit a Spyro, començava a ser menys interessant, alhora que criticava les baralles de caps del joc, qualificant-les de "petites, fàcils i decididament un poc descarades".

## Llegat
La popularitat de Spyro the Dragon va ajudar a impulsar al personatge de Spyro com una popular mascota de plataformes per a PlayStation al costat de Crash Bandicoot. Va ser el primer joc en el que es va convertir en una sèrie de videojocs expansiva, engendrant 2 seqüeles més de plataformes per a PlayStation, Ripto's Rage i Year of the Dragon, llançades el 1999 i 2000, respectivament. A partir de l'any 2000, la sèrie havia venut més de 3,2 milions de còpies als Estats Units i més de 4 milions de còpies a tot el món. Insomniac va deixar de desenvolupar la sèrie Spyro després de Year of the Dragon, ja que va acabar el seu contracte de 4 jocs amb Universal Interactive. Tot i això, la sèrie va continuar a través de diversos desenvolupadors diferents, i es va traslladar a diverses altres plataformes a més de PlayStation. Sent Spyro el seu primer èxit considerable, Insomniac va desenvolupar diverses altres franquícies reeixides de videojocs, inclosa la sèrie de jocs de plataformes Ratchet & Clank i la sèrie de videojocs de trets en tercera persona més orientada als adults, Resistance. El sistema de renderitzat del joc, nou i inèdit en aquell moment, s'ha utilitzat en diversos videojocs en 3D.